# Coberta de bots

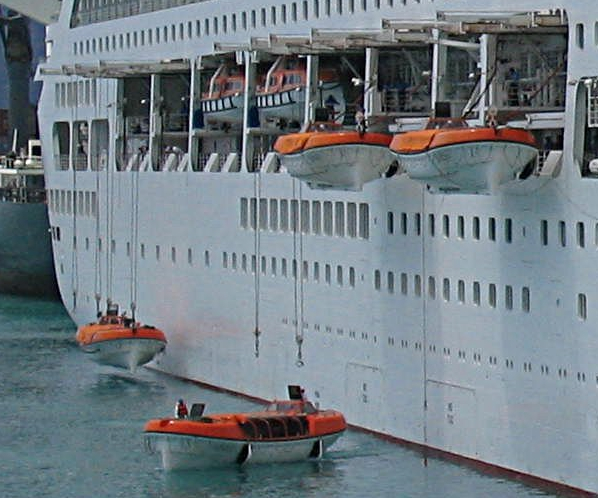
Coberta de bots d'un vaixell de passatgers.

S'anomena  coberta de bots  o  coberta d'abandonament a la coberta des de la qual s'accedeix als bots salvavides durant un xafarranxo d'abandonament.
Durant la maniobra d'abandonament d'un vaixell els bots salvavides són arriats des de la seva posició habitual fins a un nivell intermedi per fora de la borda. És allà on els passatgers i tripulants embarquen per continuar després amb la posada en l'aigua d'aquestes embarcacions.
A la fotografia (presa durant un simulacre de xafarranxo) s'observen: dos bots en la seva posició a "so de mar" (els que estan en les seves falques), dos bots en posició d'embarcament des de la coberta d'abandonament, un bot en procés de ser arriat a l'aigua i un últim ja a l'aigua, alliberat dels cables d'hissat.
Vegeu també: Pescant